# Риго (Асколи Пичено)
Риго (итал. Rigo) насеље је у Италији у округу Асколи Пичено, региону Марке.
Према процени из 2011. у насељу је живело 30 становника. Насеље се налази на надморској висини од 829 м.